# Cleistanthus helferi
Cleistanthus helferi är en emblikaväxtart som beskrevs av Joseph Dalton Hooker. Cleistanthus helferi ingår i släktet Cleistanthus och familjen emblikaväxter. Inga underarter finns listade i Catalogue of Life.